# シスコンお姉ちゃんと気にしない妹
『シスコンお姉ちゃんと気にしない妹』（シスコンおねえちゃんときにしないいもうと）は、桐灰きねそによる日本の漫画作品。略称はシコ姉妹。『コミックキューン』（KADOKAWA）2018年9月号から2020年12月号まで連載された。
もともとはニコニコ静画で公開されていた作品だが、ネットでの評判を受けて商業誌連載されることになった。妹へ過度な愛情を注ぐ姉と、姉の奇行を意に介さず接してくる妹の日常を描いた百合コメディ作品である。

## あらすじ
「妹のことが嫌いなお姉ちゃんなんていない」という持論を糧に生きる佐倉詩真は、妹の佐倉舞を溺愛している。愛情を注ぎすぎるあまり、妹の匂いを密かに嗅ぐなどやや変態的行動が見受けられる詩真だが、当の舞は姉の行動をさして気にする様子はない。シスコンを拗らせた姉と、それを気にせずスキンシップを取る妹の日常が紡がれる。

## 登場人物
佐倉 詩真（さくら しま）
本作の主人公。妹を愛してやまない高校1年生。
妹のベッドや下着の匂いを嗅ぐなど、やや常軌を逸した変態的行動をとっている。
佐倉 舞（さくら まい）
本作もう一人の主人公。姉の奇行を気にしない中学3年生。
詩真を大切に思っており、無意識のうちに姉をドギマギさせる行動をとることがある。
塚元 悠（つかもと ゆう）
詩真の友人。高校1年生。
詩真に好意を寄せているが、やや素直になれない節がある。
塚元 未（つかもと こずえ）
舞の後輩。悠の妹。中学2年生。
舞の恋人の座を狙っており、告白が失敗してもめげずにアタックしている。
お母さん（おかあさん）
佐倉姉妹の母。昔趣味で漫画を描いており、百合同人作家として活躍していた。
最近の姉妹の親密な様子から、かつての創作意欲が呼び覚まされている。

## 書誌情報
- 桐灰きねそ 『シスコンお姉ちゃんと気にしない妹』 KADOKAWA〈MFCキューンシリーズ〉、全3巻
  1. 2019年2月27日発売[8]、ISBN 978-4-04-065484-3
  2. 2019年12月27日発売[9]、ISBN 978-4-04-064217-8
  3. 2020年12月26日発売[10]、ISBN 978-4-04-680103-6